# Lotteriskatt
Lotteriskatt, svensk punktskatt som betalas för svenskt lotteri där vinsterna är pengar. I vissa fall betalas lotteriskatt också på vadhållning på hästtävlingar genom Aktiebolaget Trav & Galopp.
Skatten är 18 procent av det som återstår när vinsterna räknats bort från de sammanlagda insatserna.
Ideella föreningar betalar inte skatt på de lotterier som de anordnar. Skatt betalas inte heller när vinsterna omfattas av lagarna om spelskatt och skatt på vinstsparande.